# Perșunari (Cocorăștii Colț), Prahova
Perșunari (mai vechi Persiunari sau Perșinari) este un sat în comuna Cocorăștii Colț din județul Prahova, Muntenia, România.